# Ken Uston
Ken Uston (né le 12 janvier 1935, mort le 19 septembre 1987 à Paris) était un joueur américain de blackjack. Il acquit sa renommée grâce à ses techniques de comptage de cartes au début des années 1970.

## Biographie
Considéré comme un génie en mathématiques avec un QI de 169, Uston était entré à l'université Yale à 16 ans et obtint plus tard un MBA à l'université Harvard. Il grimpa rapidement dans la hiérarchie de la finance et devint vice-président de la Pacific Stock Exchange à San Francisco. 
Fasciné par la théorie des jeux, en particulier lorsqu'elle est appliquée au blackjack, il rejoint en 1974 une équipe de joueurs professionnels qui comptaient les cartes pour avoir un avantage sur le casino. Il participa activement à améliorer le jeu en équipe organisée, allant jusqu'à se grimer et grimer ses équipiers pour échapper aux surveillants. Après avoir gagné des centaines de milliers de dollars, l'équipe d'Uston fut démasquée par les casinos et ses membres bannis de Las Vegas. L'exubérance d'Uston lors des parties sema le doute dans les directions des casinos. Elles firent leur enquête et découvrirent que les mêmes personnes étaient toujours présentes lorsqu'Uston gagnait. Le joueur attaqua alors en justice Resorts International en affirmant que les casinos n'avaient pas le droit d'interdire des joueurs qui, à ses yeux, n'étaient pas des tricheurs mais utilisaient leurs capacités intellectuelles et des techniques mathématiques.
Uston se déplaça ensuite à Atlantic City où le jeu avait été légalisé en 1976. Le comptage de cartes fut autorisé pendant un certain temps mais les casinos, se rendant compte qu'ils attiraient tous les experts du pays, firent en sorte d'interdire cette pratique. En 1982, la Cour suprême du New Jersey débouta les casinos d'Atlantic City qui n'avaient pas le pouvoir d'interdire les compteurs de cartes. À ce jour, les casinos d'Atlantic City n'ont pas le droit de refuser l'accès aux joueurs qui usent de cette stratégie. Toutefois, un grand nombre de spécialistes du blackjack estiment que l'action légale de Uston a rendu le jeu encore plus ardu. En effet, les casinos ont contourné l'interdiction en modifiant les règles, par exemple en mélangeant plus souvent les cartes et en utilisant 8 jeux de 52 cartes au lieu de 6. 
Uston est l'auteur du livre Million Dollar Blackjack. Cet ouvrage est considéré par beaucoup comme une référence en matière de blackjack. Il décrit de manière simple et détaillée les principales stratégies du jeu et les manipulations pour obtenir un avantage lors du jeu. Uston écrivit également Ken Uston on Blackjack, The Big Player et Two Books on Blackjack, livre qui contient notamment toutes les propositions d'Uston pour un open gambling environment dans le New Jersey.
Dans les années 1980, Uston publia d'autres livres sur les jeux et même les jeux vidéo comme Pac-Man avec Mastering PAC-MAN ou Ken Uston's Guide to Buying and Beating the Home Video Games.
Le 19 septembre 1987, Ken Uston fut retrouvé mort dans son appartement de Paris. La cause officielle du décès était la crise cardiaque.